# Erich Schuth
Erich Schuth (* 22. Juli 1901 in Bochum; † 22. Oktober 1977 in Mannheim) war ein deutscher Wirtschaftsjurist.

## Leben
Schuth war Sohn des Gutsbesitzers Wilhelm Schuth. Er begann an der Philipps-Universität Marburg und der Albert-Ludwigs-Universität Freiburg Rechtswissenschaft zu studieren. Er wurde am 22. Januar 1921  im Corps Teutonia zu Marburg und Ende Oktober 1921 im Corps Rhenania Freiburg recipiert. Als Inaktiver wechselte er an die Westfälische Wilhelms-Universität Münster. Er bestand 1925 das Referendar- und 1930 das Assessorexamen. 1932 wurde er Justitiar und Prokurist der Klöckner Werke in Duisburg. Nachdem 1934 der sächsische Finanzminister Rudolf Kamps (NSDAP) Aufsichtsratsvorsitzender der Thüringer Gas-Gesellschaft in Leipzig geworden war, wurde sein Parteifreund Schuth als Vorstandsvorsitzender berufen, um den Einfluss von Staat und NSDAP bei dem kommunalen Unternehmen auszubauen. 1938–1945 war er Vorstandsvorsitzender der Fendel Schiffahrts-AG in Mannheim. 1939 diente er als Leutnant d. R. im Heer. 1950–1968 war er wieder Vorstandsvorsitzender der Thüringer Gas-Gesellschaft. 1952–1956 und 1964–1968 war er Präsident des Bundesverbandes der Deutschen Binnenschiffahrt.